# NIT TV
NIT TV (Canal 3-în prezent)  NIT a fost un canal de limba rusă (parțial în limba română) din Republica Moldova. Directorul postului a fost Adela Răileanu.
Acum în prezent este reflectat pe frecvența NIT , postul TV Canal 3

## Istorie

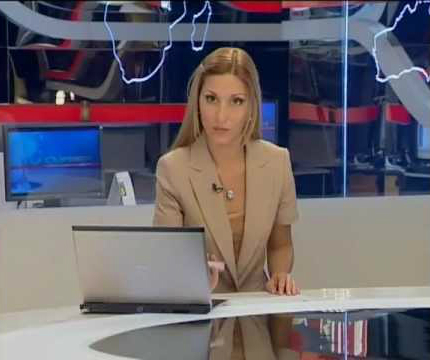
Nadejda Verbițcaia prezentând emisiunea CURIER pe 21 mai 2012

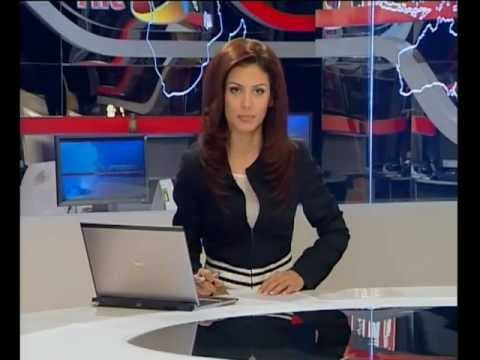
Vera Terentiev prezentând emisiunea CURIER pe 21 mai 2012

În 1997 este lansat la Chișinău postul de televiziune privat NIT TV (Noile idei televizate) cu emisie aproape exclusivă în limba rusă și apropiat de Partidul Comuniștilor din Republica Moldova. Ca urmare a ajungerii PCRM la putere în anul 2001, NIT TV reușește ca până în anul 2005 să obțină de la CCA (Consiliul Coordonator al Audiovizualului) frecvente de emisie prin eter, astfel încât, în prezent este recepționat liber și gratuit pe aproape întreg teritoriul republicii.
Postul retransmite parțial televiziunea TVCi din Rusia, dar are și emisiuni proprii (Curier, Maxima, Mai ai ceva de spus, Vocea Poporului).
Compania de televiziune „NIT” a fost înștiințată la 24 decembrie 2009, de către Guvern că nu va mai fi prelungit contractul de arendă al localului unde activează televiziunea, deoarece la 31 decembrie a.c., expiră data valabilității contractului de arendă. NIT a acuzat Guvernul Filat, că prin aceste acțiune ar fi dorit lichidarea postului tv .
Purtătorul de cuvânt al primului ministru a respins acuzațiile și a menționat că totul este legal, iar instituțiile de stat au nevoie de spațiu pentru sediu. Șeful Cancelariei Guvernului, Victor Bodiu, a precizat că „Guvernul va oferi pe viitor în calitate de sediu două etaje Consiliului Suprem al Magistraturii și un etaj – Agenției de Achiziții Publice”. În plus, afirmațiile precum că postul NIT TV va ajunge în stradă după expirarea contractului au fost total nefondate, deoarece în 2008 compania a privatizat în același edificiu 1 732,2 m2 (etajele 1, 9, 10) la prețul de 3 637 lei/m2 .
Ulterior, Victor Bodiu, a mai declarat că NIT a devastat un etaj al sediului, pe care îl arenda: „Un etaj al sediului, pe care îl arenda compania «Noile Idei Televizate», a fost devastat. Au fost sparte ușile și pereții. Sediul urmează să fie adus în stare inițială”.
Totuși, Guvernul a acceptat prelungirea contractului de locațiune până la data de 31 martie 2010 pentru încăperile de la etajul 5 ale postului de televiziune NIT și cerea ca birourile devastate să fie readuse în starea inițială 
După câteva zile de monitorizarea în februarie 2012, Consiliul Coordonator al Audiovizualului din Moldova a retras, în cadrul ședinței din 5 aprilie 2012, licența de emisia a postului de televiziune privat NIT pentru nerespectarea pluralismului de opinii .
La 6 aprilie 2012, după publicarea deciziei CCA în „Monitorul Oficial”, postul NIT a anunțat despre oprirea transmisiei prin eter, cât și prin cablu  Totodată, decizia CCA a fost contestată la Curtea de Apel Chișinău .

### Somații
Până în 2012 CCA a somat în continuu de zeci de ori postul de televiziune, sancționându-l cu amenzi și avertizări publice pe motiv că postul nu difuza procentele propuse de CCA difuzării programelor în limba română, încălca grila de emisie și în timpul campaniilor electorale depășea timpii de antenă în favoarea PCRM-ului. Ca urmare a numeroaselor abuzuri comise de NIT și evidențiate în mai multe decizii CCA (exemplu Decizia CCA 47/5 aprilie 2012) se poate considera că CCA a încălcat legea deoarece nu a închis mai devreme acest canal.

## Emisiuni în română
Singurele emisiuni în limba română sunt emisiunea Impact a jurnalistului Victor Nichituș și un buletin de știri zilnic.